# 三菱A型車
三菱A型車（日语：三菱A型、みつびしAがた）乃是三菱合資會社旗下三菱造船及三菱內燃機於1917年至1921年間製造發售的前座敞篷車（（英文）Coupé Chauffeur），亦是日本第一輛量產乘用車。

## 概要與歷史
1917年（大正6年）起三菱造船神戶造船所開始試製，負責三菱初期的經營策略的莊田平五郎之長男莊田泰藏亦參與其中，他在1917年剛進入神戶造船所任職，由於畢業自英國格拉斯哥大學機械系，所以被任命加入汽車開發團隊並擔任試車手。
該團隊以三菱合資會社社長岩崎小彌太自擔任副社長起所使用的座車飛雅特Tipo 3，以及飛雅特Zero作為仿製範本，前座敞篷（（英文）Coupé Chauffeur）的車身只能由駕駛者這一側打開車門，共可乘坐7人。動力來自一具2,765c.c.直列四缸SV水冷式引擎，缸徑79.4mm、衝程139.7mm，最大馬力35hp，採前置後驅的佈局，搭配四速變速箱，輪胎尺寸為760x90。所有零件皆以手工打造，1918年（大正7年）11月終於完成。1919年（大正8年）5月曾以「三菱甲型」為車名，在福岡博覽會上公開展示。1920年（大正9年）3月三菱造船和三菱商事共同出資成立「大手商會」，除了進口販售並修理美國製汽車、登祿普輪胎之外，也代理販售A型車。因為銷售成績未見起色，遂以原價再減6,500日元促銷。1920年在名古屋設立三菱內燃機（三菱重工業名古屋航空宇宙系統製作所前身），所有生產移往該工廠。翌年1921年宣告停產，大手商會也在1922年2月解散，不過該車款曾於1922年3月所舉行的和平博覽會交通館展出。包含試作車在內總生產量為22輛，實際銷售了12輛。
由於成立三菱內燃機的目的是製造飛機，汽車只是眾多發展項目之一而已，受到軍方指示將重心放在軍用飛機的開發及製造上，三菱決定退出乘用車的市場。以這次的失敗為教訓，三菱回歸乘用車產業之前從未積極對外宣傳其相關訊息。

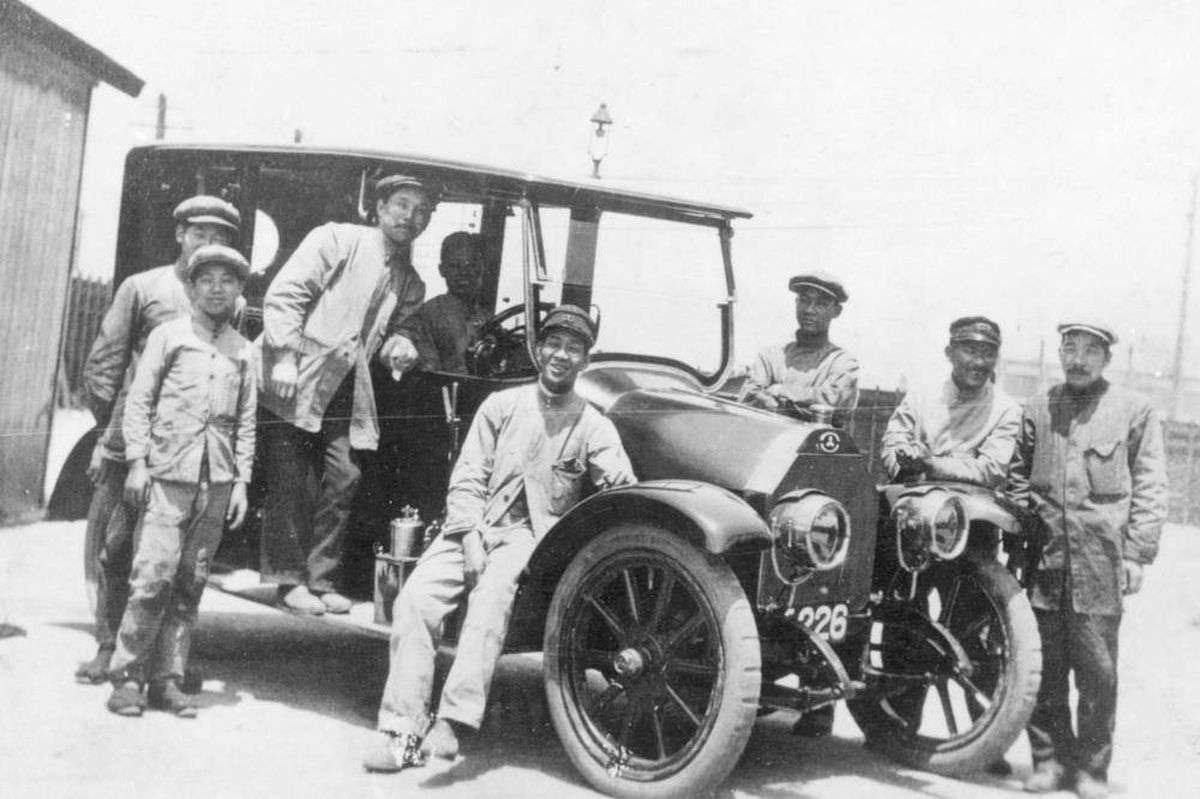
三菱造船之員工與A型車合影
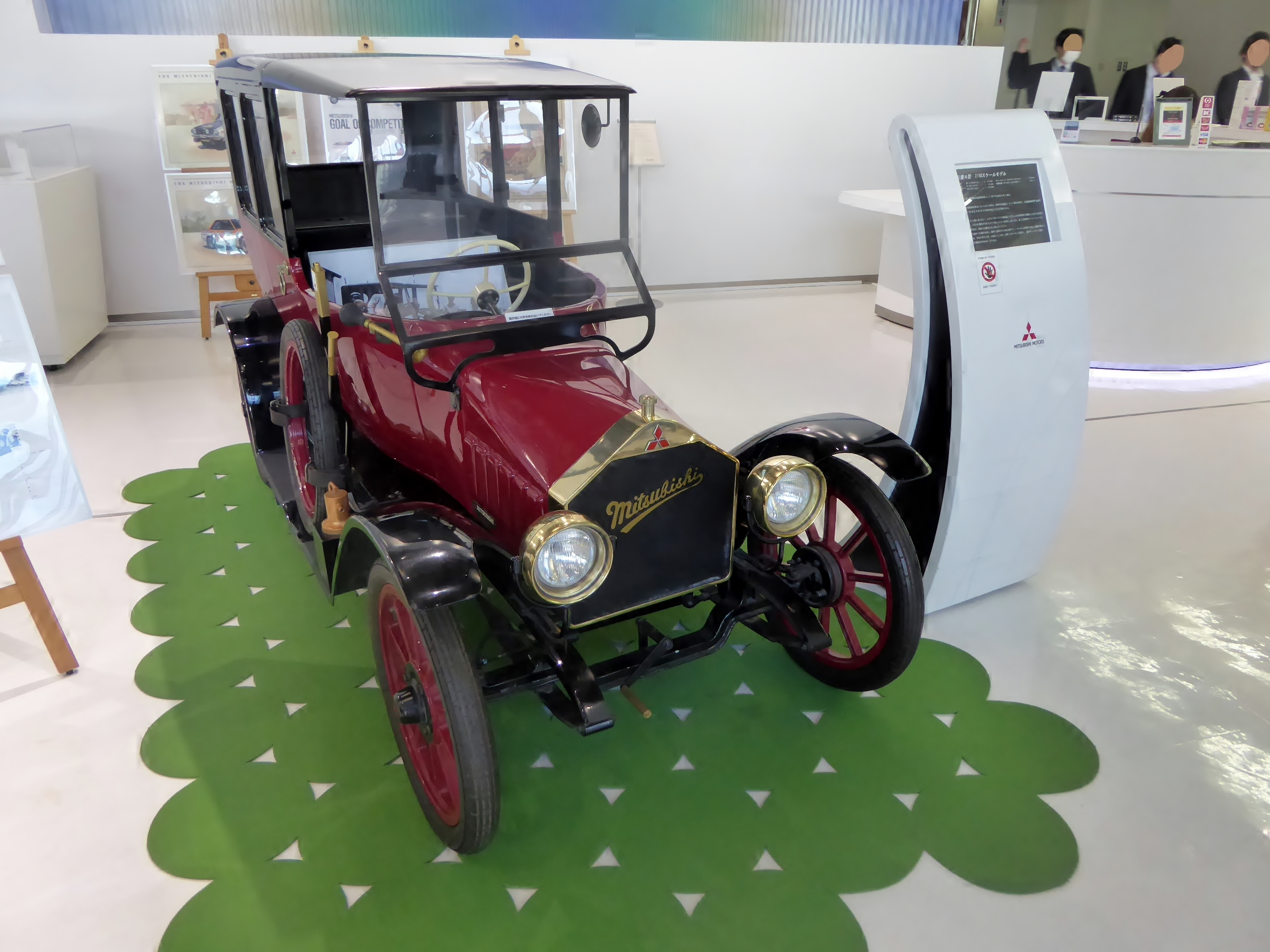
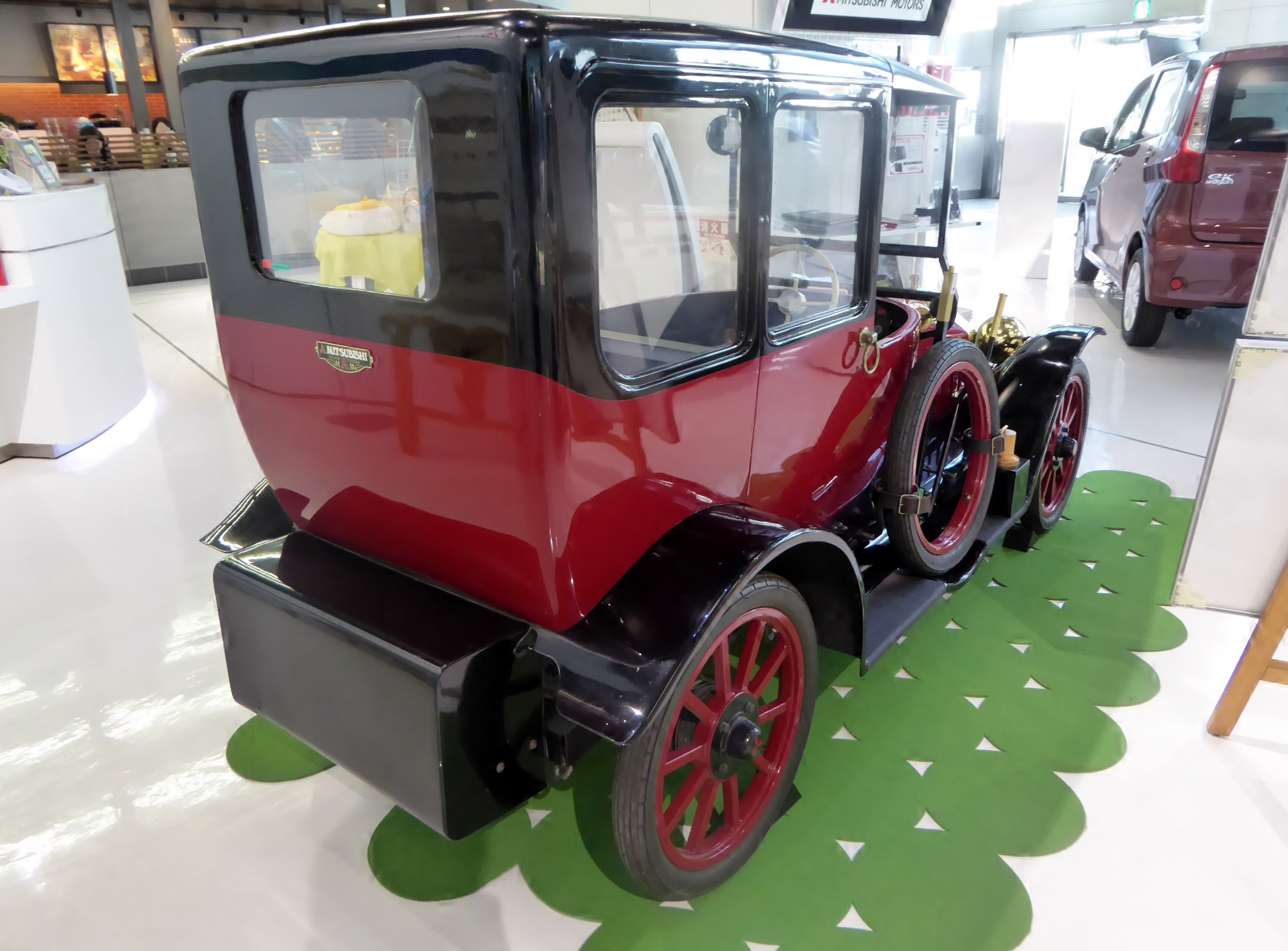

## 內部連結
- 三菱財閥

## 外部連結
- （日語）三菱自動車：車の歴史 （页面存档备份，存于）
- （日語）『三菱A型』2019日本自動車殿堂 歴史遺産車に選定 （页面存档备份，存于）
- （日語）日本の自動車技術330選：三菱A型 （页面存档备份，存于）

1. ↑  參看（日語）三菱自動車：車の歴史 （页面存档备份，存于）。
2. ↑  參考《苦難の歴史 国産車づくりへの挑戦》，桂木洋二著，2008年12月1日出版，ISBN 978-4-87687-307-4。